# Buurtsdijk
Buurtsdijk é uma aldeia holandesa pertencente ao município de Amersfoort, na província da Utrecht. Situado ao norte de Hooglanderveen.